# Sepedon armipes
Sepedon armipes är en tvåvingeart som beskrevs av Friedrich Hermann Loew 1859. Sepedon armipes ingår i släktet Sepedon och familjen kärrflugor. Inga underarter finns listade i Catalogue of Life.